# Wang Shuang
Shuang Wang (chinesisch 王霜, Pinyin Wáng Shuāng; * 23. Januar 1995 in Wuhan) ist eine chinesische Fußballspielerin.

## Vereine
Nachdem Wang von 2012 bis 2018 für diverse chinesische Vereine gespielt hatte, wechselte sie zur Saison 2018/19 zum französischen Erstligisten Paris Saint-Germain. In der Division 1 Féminine bestritt sie 18 Punktspiele, in denen ihr sieben Tore gelangen. Ihr Debüt am 9. September 2018 (2. Spieltag) beim 5:1-Sieg im Heimspiel gegen den Paris FC krönte sie mit ihrem ersten Tor, dem Treffer zum 2:0 in der 39. Minute. Für den Verein bestritt sie in der Women’s Champions League fünf Spiele. In ihrem zweiten, beim 2:0-Achtelfinal-Hinspiel beim Linköpings FC, erzielte sie mit dem Treffer zum Endstand in der 80. Minute ihr einziges Tor. Nach nur einer Saison im Ausland kehrte sie nach China zurück.
Seit 2022 spielte sie für den in Louisville im Bundesstaat Kentucky ansässigen Racing Louisville FC in der National Women’s Soccer League. Ihr erstes von vier Punktspielen im Spieljahr 2022 gab sie am 12. August beim torlosen Auswärtsspiel gegen Houston Dash. Im Januar 2024 wechselte sie zu Tottenham Hotspur.

## Nationalmannschaft
Seit 2012 ist Wang für die A-Nationalmannschaft aktiv, mit der sie sowohl an den Weltmeisterschaften 2015 und 2019, als auch an den olympischen Fußballturnieren 2016 und 2020 teilnahm.